# Ефекат Нове Земље
Ефекат Нове Земље је поларни оптички феномен који настаје услед преламања сунчеве светлости између атмосферских металимниона (термоклина) — танких слојева ваздуха у којима је температура знатно различита него изнад и испод њих. Овај ефекат се манифестује кроз привид да је Сунце изашло иако се оно још увек налази испод хоризонта. У ствари, посматрач види сунчев одраз, чија је карактеристика често да има облик линије или правоугаоника, сачињених од више силуета спљоштеног пешчаног сата.
Прва особа која је забележила овај феномен 24. јануара 1597. године је био Герит де Фер (Gerrit de Veer), члан Вилем Баренцове експедиције у поларном региону, када је уочио Сунце две недеље пре првог Сунчевог изласка за ту географску ширину те зиме. Права Сунчева висина тог момента је била -4,9°. Назив је појави дат према Новој Земљи (рус. Новая Земля), месту где ју је Фер први пут уочио.